# Claudio Noce
Claudio Noce (Roma, 1º agosto 1975) è un regista e sceneggiatore italiano. Vince il David di Donatello e il Nastro d'argento con il suo cortometraggio Aria. 'European Film Award per il miglior cortometraggio.
Good Morning Aman è candidato come miglior regista esordiente al David di Donatello e i nastri d'argento.
Padrenostro vince il Nastro D'Argento come miglior soggetto nel 2021.

## Biografia
Figlio del prefetto Alfonso Noce, sopravvissuto ad un attentato terroristico durante gli anni di piombo, nei primi anni duemila realizza i suoi primi cortometraggi e documentari tra i quali il cortometraggio Gas (2003), con Elio Germano. Nel 2005 vince il David di Donatello e il Nastro d'argento con il suo cortometraggio Aria. Presentato al Festival del cinema di Venezia, Aria vince anche l'European Film Award per il miglior cortometraggio. Nel 2007 il suo Adil e Yusuf è in concorso nella sezione cortometraggi alla 64ª Mostra del cinema di Venezia. Viene nuovamente candidato al David di Donatello per il miglior cortometraggio.
Dopo il documentario Aman e gli altri (2006), presentato al Torino Film Festival, nel 2009 passa alla regia del suo primo lungometraggio, Good Morning Aman, presentato in concorso alla Settimana internazionale della critica della 66ª Mostra del cinema di Venezia. Con il film è candidato come miglior regista esordiente al David di Donatello e i nastri d'argento.
Il suo secondo film, La foresta di ghiaccio (2014), è presentato in concorso alla Festa del cinema di Roma.
Nel 2017 dirige otto episodi della seconda stagione della serie Non uccidere, ideata da Claudio Corbucci e prodotta da Lorenzo Mieli, mentre nel 2019 dirige quattro episodi della miniserie Sky 1994 prodotta da Wildside.
Nel 2020 il suo terzo lungometraggio, Padrenostro, ispirato alla vicenda del padre interpretato da Pierfrancesco Favino, è stato presentato in concorso alla 77ª Mostra del cinema di Venezia.
A Pierfrancesco Favino viene assegnato il premio come miglior attore della mostra del cinema vincendo la Coppa Volpi.
Padrenostro partecipa a numerosi festival internazionali e vince il Nastro D'Argento come miglior soggetto nel 2021.
Caligola è il suo quarto lungometraggio in preparazione.

## Filmografia

### Cinema
- Good Morning Aman (2009)
- La foresta di ghiaccio (2014)
- Padrenostro (2020)

- Caligola (2025) in lavorazione
- "Ultima partita" (2025) In lavorazione

### Serie TV
- Non uccidere – serie TV, 7 episodi (2017-2018)
- 1994 – serie TV, 4 episodi (2019)

### Cortometraggi e documentari
- Alvise (1998)
- Faccia a faccia (1999)

- Ai tempi del baratto – cortometraggio documentario (2002)
- Checco - (2003)
- Gas - (2003)
- Aria - (2005)
- Eclisse - (2005)
- Salone metropolitano (2005) (Doc)
- Aman e gli altri (2006) (Doc)
- Adil e Yusuf - (2007)
- Altra musica - (2012)
- Il mistero di La Tour (2012)

### Televisione
- Paola Turci (2003) (Doc.)
- Appunti sul cinema (Doc 2006)

- Nat Geo - Andata e ritorno (2011)

### Video Clip (principali)
- Cor Veleno - Non tutto scivola tranquillo (2001)
- Cor Veleno - Potente in culo (2003)
- Piotta - Single (2003)
- Piotta - Ladro di te (2005)
- C41 - Happy Days (2007)
- Cor veleno - L'odore del mare (2012)

### Pubblicità - Moda (principali)
- Campagne pubblicitarie Collettivo 0-6 Filmaster (2005- 2008)
- Rifondazione Comunista - Short film - Gente Comune (2006)
- Campagne spot FOX LIFE (2011- 2018)
- CITROEN Pluriel Short film- Filmaster (2010)
- ENI - George De la tour Short film - Filmaster (2012)
- Campagne "Sociali" Bambino Gesù- Lipu Filmaster (2014 2016)
- FENDI - Anna Fendi Portrait (2012)

### Sceneggiatore
- Alvise (1998)
- Faccia a faccia (1999)
- Ai tempi del baratto – cortometraggio documentario (2002)
- Gas – cortometraggio (2003)
- Checco (2003)
- Aria – cortometraggio (2005)
- Eclisse (2005)
- Adil e Yusuf – cortometraggio (2007)
- Good Morning Aman (2009)
- Altra musica – cortometraggio (2012)
- Il mistero di La Tour (2012)
- La foresta di ghiaccio (2014)
- Padrenostro (2020)

### Produttore
- Ai tempi del baratto – cortometraggio documentario (2002)
- Gas – cortometraggio (2003)
- Checco (2003)
- Aria, regia di Claudio Noce - (2005)
- Adil e Yusuf di Claudio Noce (2007)
- Good Morning Aman regia di Claudio Noce (2009)
- La strategia degli affetti, regia di Dodo Fiori (2009)
- "Solo un gioco" – cortometraggio regia Elisa Amoruso (2010)
- Marcello – cortometraggio regia Francesca Coticoni (2012)

### Direttore della fotografia
- Ai tempi del baratto, regia di Claudio Noce – cortometraggio documentario (2002)
- Checco regia di Claudio Noce -cortometraggio (2003)

## Riconoscimenti
- David di Donatello
  - 2005 – Premio per miglior cortometraggio ad Aria
  - 2007 – Candidatura al premio per il migliore cortometraggio a Adil e Yusuf
  - 2010 – Candidatura al premio per il migliore regista esordiente per Good Morning Aman
- Nastro d'argento
  - 2005 – Premio al miglior cortometraggio per Aria.
  - 2010 – Candidatura al premio per il migliore regista esordiente per Good Morning Aman
  - 2021 – Premio al miglior soggetto per Padrenostro[2]
- Mostra internazionale d'arte cinematografica di Venezia
  - 2020 – Coppa Volpi per la migliore interpretazione maschile a Pierfrancesco Favino per Padrenostro
- European Film Awards
  - 2005 – Premio al miglior cortometraggio per Aria
- Arcipelago Film Festival
  - 2005 – Primo premio concorso nazionale ad Aria
  - Tampere Film festival 2005 - primo premio concorso internazionale ad Aria

- Capri Hollywood
  - 2020 – Capri Art Award per Padrenostro